# Electric Light Orchestra Live
Electric Light Orchestra Live es el sexto álbum en directo de la banda británica Electric Light Orchestra, publicado por la compañía discográfica Frontier Records el 19 de abril de 2013. El álbum recoge canciones de dos conciertos promocionales que Jeff Lynne grabó en CBS Television City de Los Ángeles, California, además de dos canciones de estudio inéditas. La gira, programada por Lynne tras la publicación del álbum Zoom y que iba a contar con la participación de Richard Tandy como único miembro original de Electric Light Orchestra junto a Lynne, fue cancelada antes de su inicio debido a las escasas ventas de entradas. Además de las canciones incluidas en el DVD Zoom Tour Live, procedentes de los conciertos promocionales de la CBS, ELO Live incluyó los temas inéditos «Secret Messages», «Sweet Talkin' Woman», «Twilight» y «Confusion».

## Lista de canciones
Todas las canciones escritas y compuestas por Jeff Lynne excepto donde se anota. 
| N.º | Título                        | Escritor(es) | Duración |  |
| 1.  | «Evil Woman»                  |              | 4:28     |  |
| 2.  | «Showdown»                    |              | 4:09     |  |
| 3.  | «Secret Messages»             |              | 4:06     |  |
| 4.  | «Livin' Thing»                |              | 4:10     |  |
| 5.  | «Sweet Talkin' Woman»         |              | 3:16     |  |
| 6.  | «Mr. Blue Sky»                |              | 3:32     |  |
| 7.  | «Can't Get It Out of My Head» |              | 4:12     |  |
| 8.  | «Twilight»                    |              | 3:31     |  |
| 9.  | «Confusion»                   |              | 3:35     |  |
| 10. | «Don't Bring Me Down»         |              | 4:08     |  |
| 11. | «Roll Over Beethoven»         | Chuck Berry  | 6:26     |  |

| Pistas adicionales |                                     |          |  |
| N.º                | Título                              | Duración |  |
| 12.                | «Out of Luck» (Previamente inédita) | 2:36     |  |
| 13.                | «Cold Feet» (Previamente inédita)   | 2:18     |  |

| Pista adicional japonesa |                  |          |  |
| N.º                      | Título           | Duración |  |
| 14.                      | «Telephone Line» | 4:19     |  |

## Personal
- Jeff Lynne: voz y guitarra.
- Richard Tandy: teclados, sintetizador y vocoder.
- Marc Mann: guitarra rítmica, teclados y coros.
- Matt Bissonette: bajo y coros.
- Gregg Bissonette: batería y coros.
- Peggy Baldwin: chelo.
- Sarah O'Brien: chelo.
- Rosie Vela: coros.